# Tal vez me estoy enamorando
Tal vez me estoy enamorando (tạm dịch: Có lẽ tôi yêu) là album studio đầu tiên của Nicole. Ra mắt vào năm 1989, đã có một sự kiện lớn tại Chile, vàng đạt mức kỷ lục, đạt hơn 15.000 bản được bán.

## Danh sách ca khúc
| STT | Nhan đề                       | Sáng tác                  | Thời lượng |
| --- | ----------------------------- | ------------------------- | ---------- |
| 1.  | "Tal vez me estoy enamorando" | Juan Carlos Duque         | 3:26       |
| 2.  | "Mi primer amor"              | J. C. Duque               | 2:12       |
| 3.  | "Dejen un lugar"              | J. C. Duque               | 4:29       |
| 4.  | "Bicicletas"                  | Álvaro Scaramelli         | 2:57       |
| 5.  | "Mi fantasía eres tú"         | Juan Andrés Ossandón      | 3:01       |
| 6.  | "Qué hacer para conquistarlo" | J. C. Duque               | 3:00       |
| 7.  | "Qué está pasando en mí"      | Víctor Arriagada          | 4:14       |
| 8.  | "Mis amigos de verano"        | Tito Acuña, Checho Hirane | 2:58       |
| 9.  | "Detrás de mi puerta"         | T. Acuña, C. Hirane       | 4:00       |
| 10. | "Príncipe azul"               | J. C. Duque               | 3:07       |